# Friedrich Adolf Paneth
Friedrich Adolf Paneth (31 août 1887, à Vienne - le 17 septembre 1958 à Mayence) est un chimiste britannique d'origine autrichienne, considéré comme la plus grande autorité de son époque sur les hydrures et connu pour son étude de la stratosphère.
Sa conception d' « élément chimique » est la définittion officielle adoptée par l'Union internationale de chimie pure et appliquée (IUPAC),,.
Le cratère lunaire Paneth est nommé en son honneur ainsi que le minéral météoritique : panéthite.

## Biographie
De 1953 à 1958, il est directeur de l'Institut Max-Planck de chimie.
C'est l'un des signataires du manifeste des 18 de Göttingen.